# Mamadu Candé
Muhammad Youssuf Candé, detto Mamadu (Bissau, 29 agosto 1990), è un calciatore guineense, difensore dell'Operário dos Açores.

## Palmarès

### Club

#### Competizioni nazionali
- Campeonato Nacional da Guiné-Bissau: 1

Sporting Bissau: 2007